# Статистична теорія поля
Статистична теорія поля — розділ статистичної фізики, в якому вивчаються просторові випадкові системи з взаємодією. Об'єктами вивчення в статистичної теорії поля є поля або системи, число ступенів вільності яких можна порівняти з полем. Для рівноважних станів мікростани системи виражені через польові конфігурації. В рамках цього розділу вивчаються статистичні системи випадкових полів. Це область тісно пов'язана з квантовою теорією поля, яка описує квантову динаміку полів.
Задачі статистичної фізики розв'яхуються методами квантової теорії поля (КТП).
Методи КТП грають важливу роль при описі критичних явищ, до яких відносяться аномалії, що спостерігаються в фазових переходах другого роду (наприклад, процеси в точці Кюрі в магнетику). У таких системах з'являються сильні флуктуації з нескінченним радіусом кореляції, тобто ми маємо справу з істотно нелінійною системою, яку якраз можна описати за допомогою КТП. Для опису можуть використовуватися нелінійні рівняння Швінгера, апарат функціональних перетворень Лежандра, квантово-польова теорія збурень, метод теоретико-польової ренормалізаційної групи.
Основним поняттям рівноважної статистичної теорії поля є гіббсівська міра. Статистичні польові теорії широко використовуються для опису систем у фізиці полімерів або біофізиці.